# FFH-Gebiet Wittensee und Flächen angrenzender Niederungen
Das FFH-Gebiet Wittensee und Flächen angrenzender Niederungen ist ein NATURA 2000-Schutzgebiet in Schleswig-Holstein im Kreis Rendsburg-Eckernförde in den Gemeinden Groß Wittensee, Klein Wittensee, Haby, Sehestedt und Bünsdorf. Es liegt am Westrand der Landschaft Dänischer Wohld (Landschafts-ID 70001), die vom Bundesamt für Naturschutz (BfN) als Landschaft von geringer naturschutzfachlicher Bedeutung bewertet wird. Diese ist der Naturräumlichen Großregion 2. Ordnung Schleswig-Holsteinisches Hügelland zugeordnet.
Das FFH-Gebiet hat seine größte Ausdehnung von Nord nach Süd auf einer Länge von 7,3 Kilometer vom nördlichsten Punkt an der Schanze in Groß Wittensee bis zum südlichsten Punkt kurz vor der Landesstraße 42 im Bünsdorfer Ortsteil Schirnau am Nord-Ostsee-Kanal in der Nähe der Magnetfeldversuchsanlage der Deutschen Marine am Borgstedter See.
Das FFH-Gebiet hat eine Fläche von 1220 Hektar. Es besteht aus zwei räumlich getrennten Flächen, dem Wittensee mit seinem Uferbereich mit dem Schirnautal im Süden, sowie einem von Nassgrünland umgebenem Niedermoor am Ostufer der Habyer Au einen Kilometer westlich des Hauptgebietes. Die höchste Erhebung im FFH-Gebiet liegt mit 16 Meter über Normalhöhennull (NHN) in Klein Wittensee am Nordrand des Wittensees, der niedrigste Bereich ist mit 3,81 Meter über NHN der Wasserspiegel des Wittensees.
Der Wittensee wird von zehn Zuflüssen gespeist, von denen die Habyer Au, der Brobach, die Meynbek und die Mühlenbek die größten sind. Der Abfluss erfolgt über die Schirnauer Au in den Nord-Ostsee-Kanal.
Das FFH-Gebiet liegt auf Grund- und Endmoränen des Weichsel-Komplexes mit Geschiebesand. Es besteht zum überwiegenden Teil aus der Wasserfläche des Wittensees mit seinem Uferbewuchs und drei Prozent Laubwald, siehe Diagramm 1.
Die Wasserfläche des Wittensees befindet sich im Eigentum des Landes Schleswig-Holstein, die Schirnauer Au mit ihren unmittelbaren Uferbereichen ist im Besitz der Gemeinde Bünsdorf. Größere Uferbereiche am Ostufer mit Sumpf- und Bruchwald sind im Besitz der Gemeinde Groß Wittensee und am Westufer im Besitz der Stiftung Naturschutz Schleswig-Holstein (SNSH). Der überwiegende Teil der Landfläche ist jedoch in privater Hand.

## FFH-Gebietsgeschichte und Naturschutzumgebung
Der NATURA 2000-Standard-Datenbogen (SDB) für dieses FFH-Gebiet wurde im Juni 2004 vom Landesamt für Landwirtschaft, Umwelt und ländliche Räume (LLUR) des Landes Schleswig-Holstein erstellt, im September 2004 als Gebiet von gemeinschaftlicher Bedeutung (GGB) vorgeschlagen, im November 2007 von der EU als GGB bestätigt und im Januar 2010 national nach § 32 Absatz 2 bis 4 BNatSchG in Verbindung mit § 23 LNatSchG als besonderes Erhaltungsgebiet (BEG) bestätigt. Der SDB wurde zuletzt im Juli 2020 aktualisiert. Der Managementplan für das FFH-Gebiet wurde am 5. Oktober 2015 veröffentlicht.
Das FFH-Gebiet ist Teil des am 9. März 2001 gegründetem Landschaftsschutzgebietes Wittensee, Hüttener und Duvenstedter Berge und liegt im Naturpark Hüttener Berge. Der Wittensee wird als Geotop Zu 008 Gletscherschürfbecken Wittensee in der Liste der Geotope im Kreis Rendsburg-Eckernförde geführt.
Das West- und Ostufer des Wittensees, das Schirnautal und das Moorgebiet an der Habyer Au liegen in einem Schwerpunktbereich des landesweiten Biotopverbundsystems. In den Lücken am Nord- und Südufer des Wittensees liegen teilweise Nebenverbundachsen.
Mit der Gebietsbetreuung wurde vom LLUR der Verein zur Förderung des Umweltschutzes und der Landschaftspflege im Raume des Naturparks Hüttener Berge e.V. (VFUL) beauftragt.

## FFH-Erhaltungsgegenstand
Laut Standard-Datenbogen vom Juli 2020 sind folgende FFH-Lebensraumtypen (LRT) und Arten für das Gesamtgebiet als FFH-Erhaltungsgegenstände mit den entsprechenden Beurteilungen zum Erhaltungszustand der Umweltbehörde der Europäischen Union gemeldet worden (Gebräuchliche Kurzbezeichnung (BfN)): FFH-Lebensraumtypen nach Anhang I der EU-Richtlinie:
- 3140 Nährstoffarme bis mäßig nährstoffreiche kalkhaltige Stillgewässer mit Armleuchteralgen (Gesamtbeurteilung B)[15]
- 3260 Fließgewässer mit flutender Wasservegetation (Gesamtbeurteilung C)[16]
- 6410 Pfeifengraswiesen (Gesamtbeurteilung B)[17]
- 7140 Übergangs- und Schwingrasenmoore (Gesamtbeurteilung C)[18]
- 7220* Kalktuffquellen (Gesamtbeurteilung B)[19]
- 7230 Kalkreiche Niedermoore (Gesamtbeurteilung C)[20]
- 9130 Waldmeister-Buchenwälder (Gesamtbeurteilung C)[21]
- 91E0* Erlen-Eschen- und Weichholzauenwälder (Gesamtbeurteilung C)[22]

Arten gemäß Artikel 4 der Richtlinie 2009/147/EG und Anhang II der Richtlinie 92/43/EWG und diesbezügliche Beurteilung des Gebiets:
- 1149 Steinbeißer (Gesamtbeurteilung C)[24]
- 1096 Bachneunauge(Lampetra planeri) (Gesamtbeurteilung C)[25]
- 1355 Fischotter (Gesamtbeurteilung C)[26]
- A338 Neuntöter (Gesamtbeurteilung C)[27]

Mit 995,1 Hektar sind acht Zehntel der Gebietsfläche mit Wasser bedeckt, ein Sechstel der Gesamtfläche ist keinem FFH-Lebensraumtyp zugeordnet. Letztere besteht überwiegend aus den beiden Biotoptypen (GF) sonst. Feucht- und Naßgrünland und (GI) artenarmes Intensivgrünland. Der Wittensee ist dem FFH-Lebensraumtyp 3140 Nährstoffarme bis mäßig nährstoffreiche kalkhaltige Stillgewässer mit Armleuchteralgen zugeordnet. Am Ufer des Wittensees befindet sich nur der FFH-Lebensraumtyp 91E0* Erlen-Eschen- und Weichholzauenwälder. Von der Kläranlage in Bünsdorf bis zur Unterführung der Straße Schirnau beim Gut Schirnau ist die Schirnauer Au dem LRT 3260 Fließgewässer mit flutender Wasservegetation zugeordnet. Der Uferbereich ist mit den LRT 91E0* Erlen-Eschen- und Weichholzauenwälder bedeckt, teilweise begleitet von einem Streifen des LRT 9130 Waldmeister-Buchenwälder. Das im Osten abgetrennte Teilgebiet an der Habyer Au ist mit zwei Streifen LRT 7230 Kalkreiche Niedermoore mit daneben liegendem LRT 7140 Übergangs- und Schwingrasenmoore belegt.

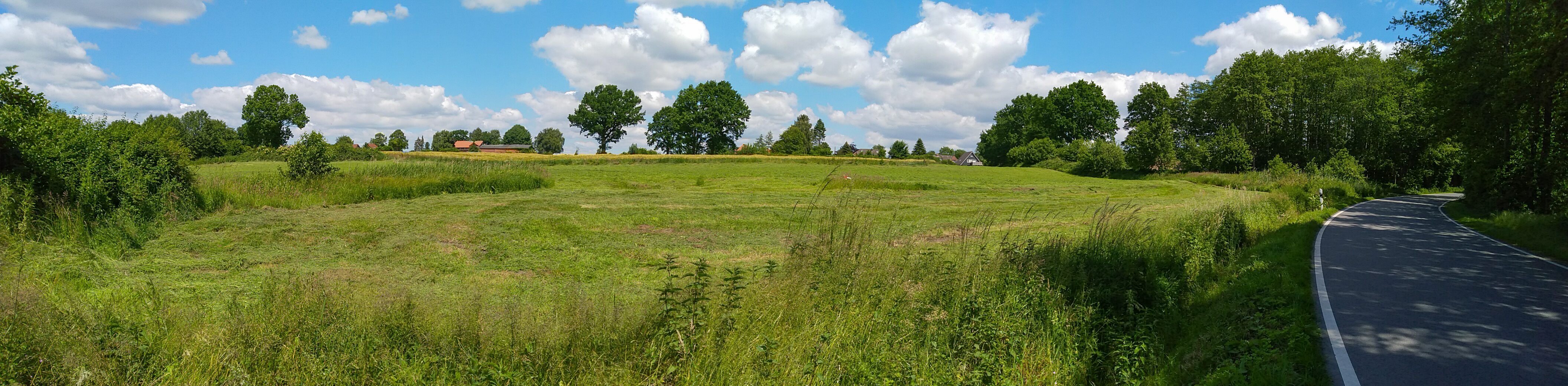
Kalktuffquelle in Groß Wittensee

Die beiden im SDB vom Juli 2020 erwähnten FFH-Lebensraumtypen 6410 Pfeifengraswiesen und 7220* Kalktuffquellen sind in den Karten von 2014 noch nicht verzeichnet. In der Biotopkartierung des Landes Schleswig-Holstein ist das am 3. September 2018 kartíerte Biotop-Nummer 325526026 403 zu vierzig Prozent der Fläche mit dem LRT 6410 Pfeifengraswiesen ausgewiesen (Lage). Es liegt im Teilgebiet an der Habyer Au. Die Fläche mit dem LRT 7220* Kalktuffquellen ist ein 140 Quadratmeter großes Gebiet mit der Biotopnummer 325526026-0403 nördlich der Habyer Straße in Groß Wittensee (Lage).
Die meisten Flächen mit FFH-Lebensraumtypen haben daneben noch den Status eines gesetzlich geschützten Biotops, siehe Diagramm 3.

## FFH-Erhaltungsziele
Aus den oben aufgeführten FFH-Erhaltungsgegenständen werden als FFH-Erhaltungsziele von besonderer Bedeutung die Erhaltung folgender Lebensraumtypen und Arten im FFH-Gebiet vom Ministerium für Energiewende, Landwirtschaft, Umwelt und ländliche Räume des Landes Schleswig-Holstein erklärt:
- 3140 Nährstoffarme bis mäßig nährstoffreiche kalkhaltige Stillgewässer mit Armleuchteralgen
- 3260 Fließgewässer mit flutender Wasservegetation
- 6410 Pfeifengraswiesen
- 7220* Kalktuffquellen
- 7230 Kalkreiche Niedermoore
- 91E0* Erlen-Eschen- und Weichholzauenwälder

Aus den oben aufgeführten FFH-Erhaltungsgegenständen werden als FFH-Erhaltungsziele von Bedeutung die Erhaltung folgender Lebensraumtypen und Arten im FFH-Gebiet vom Ministerium für Energiewende, Landwirtschaft, Umwelt und ländliche Räume des Landes Schleswig-Holstein erklärt:
- 9130 Waldmeister-Buchenwälder

Die vier im SDB aufgeführten Arten sind nicht zu FFH-Erhaltungszielen erklärt worden, obwohl bei zweien ein ungünstiger Erhaltungszustand attestiert wurde. Für alle aufgeführten Arten liegen über deren Population allerdings keinerlei Daten vor (Datenqualitätsstufe DD).

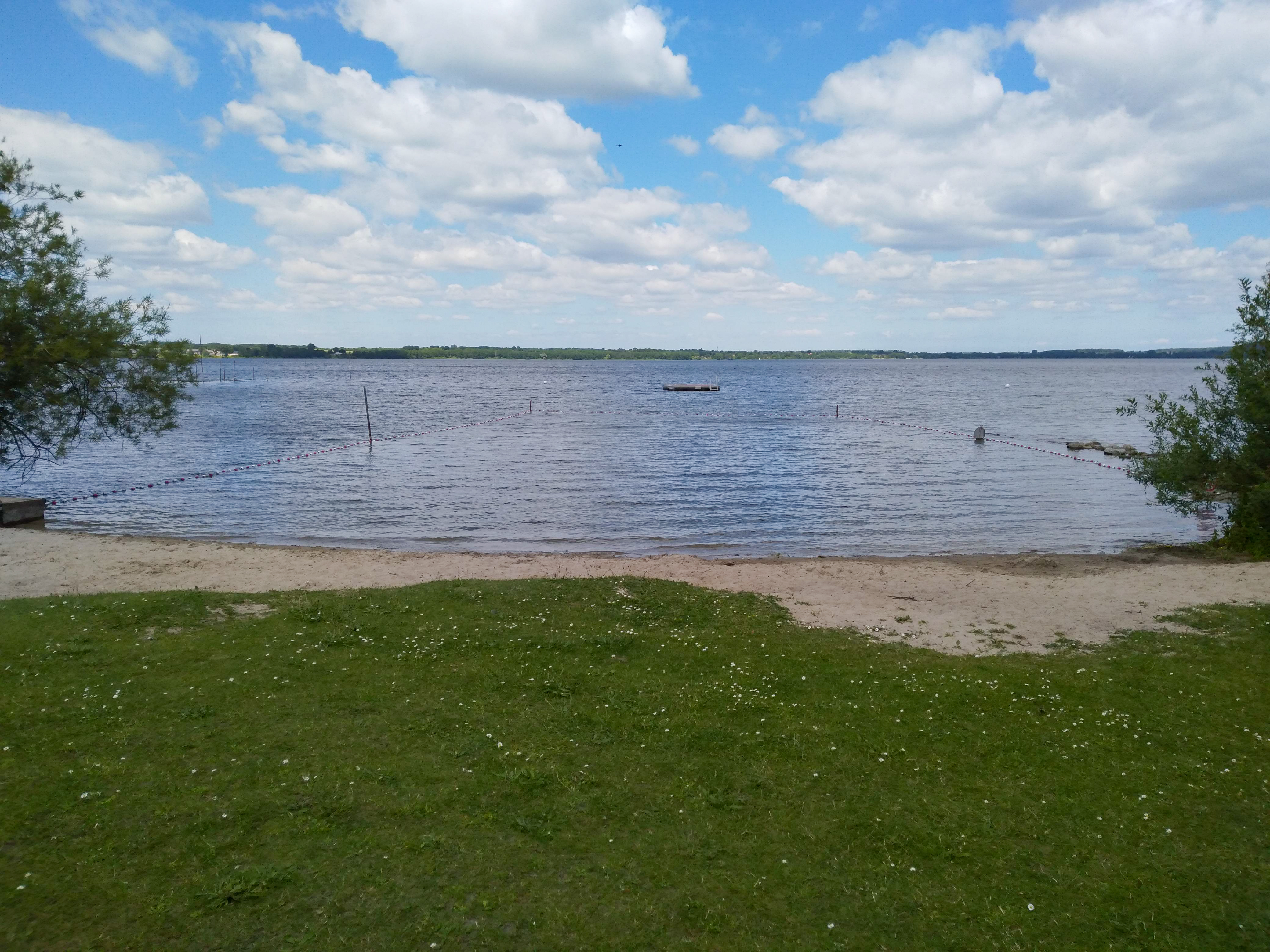
Wittensee in Bünsdorf
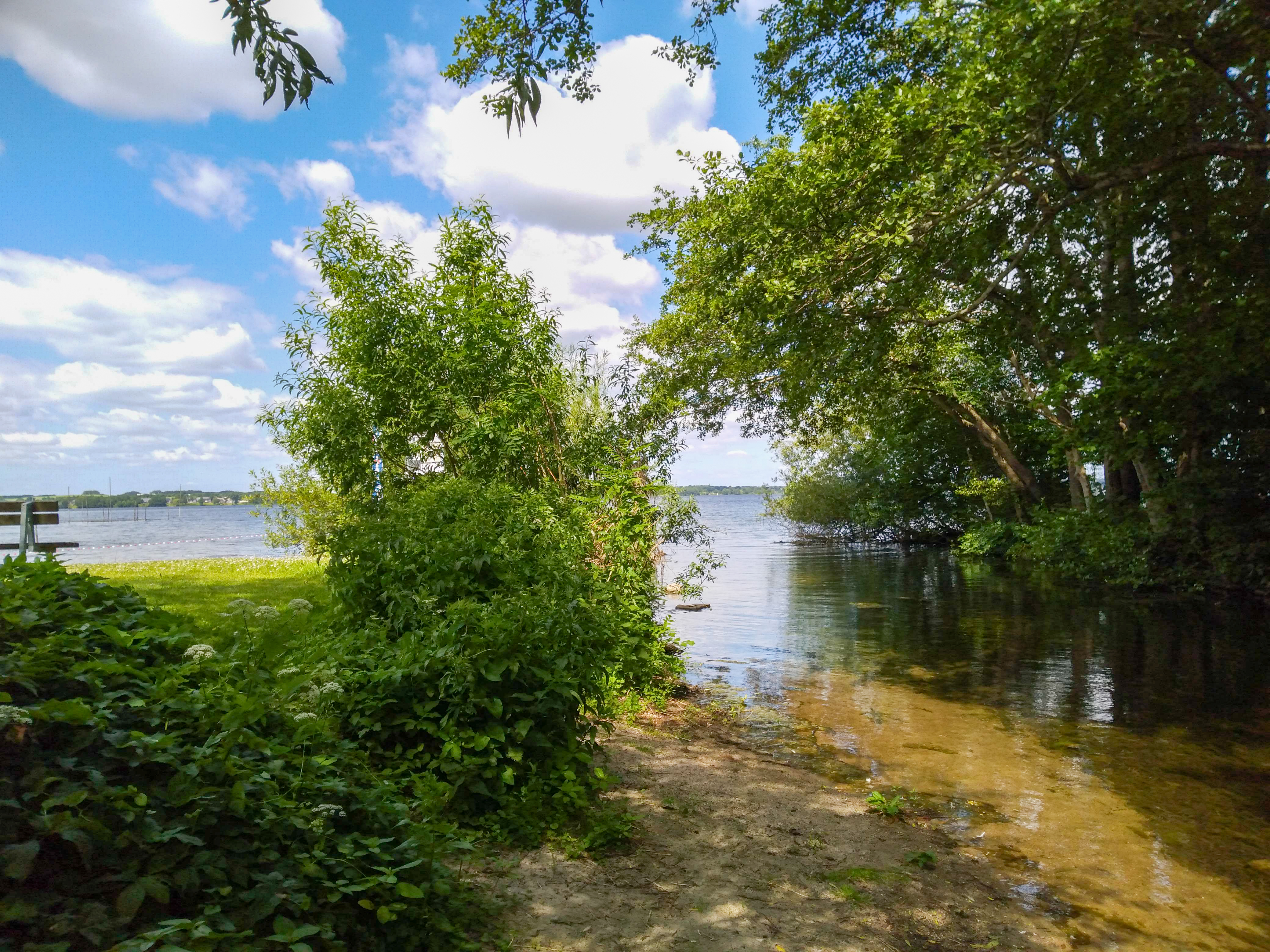
Die Schirnauer Au verlässt den Wittensee in Bünsdorf
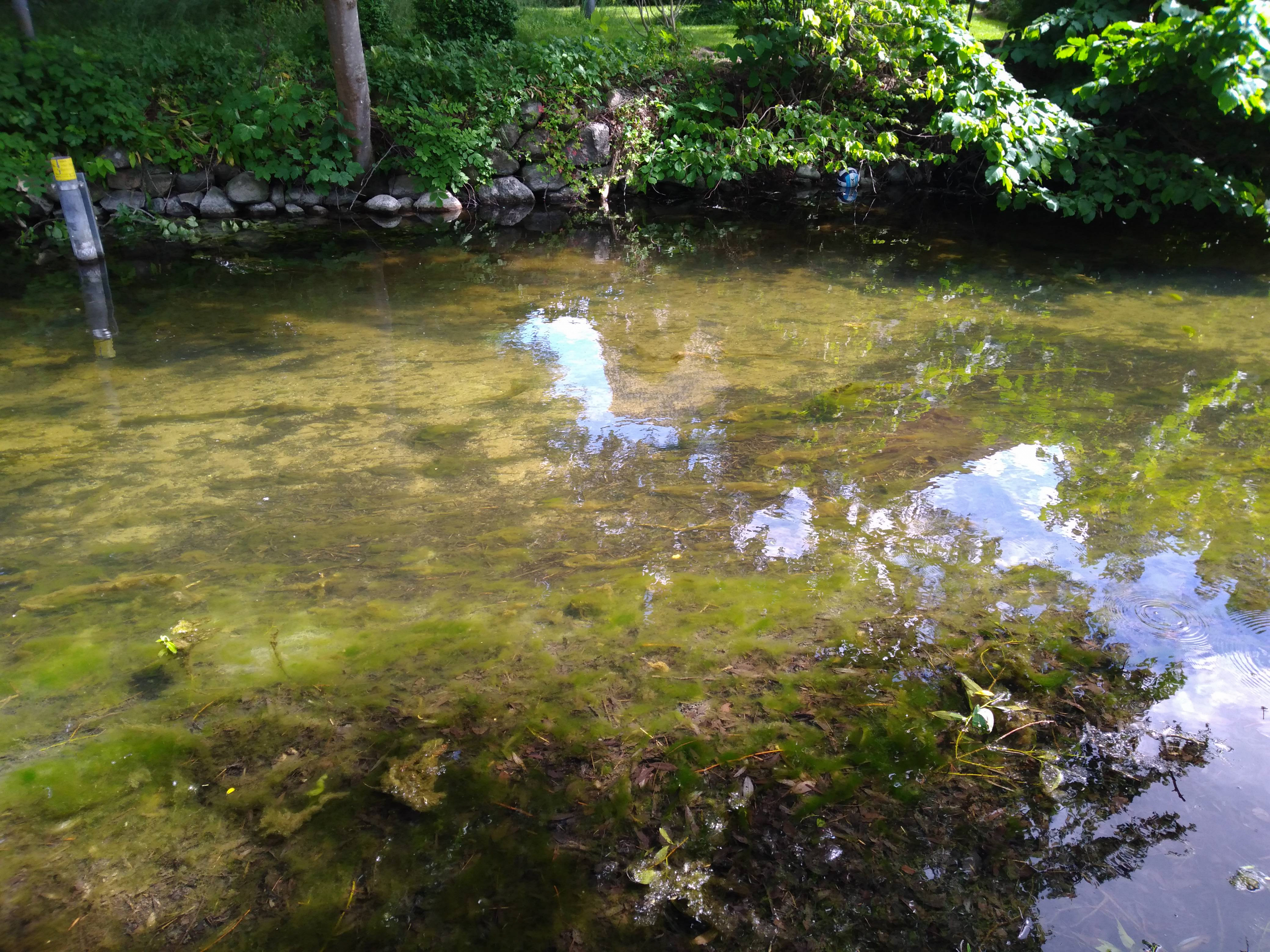
Schirnauer Au in Bünsdorf
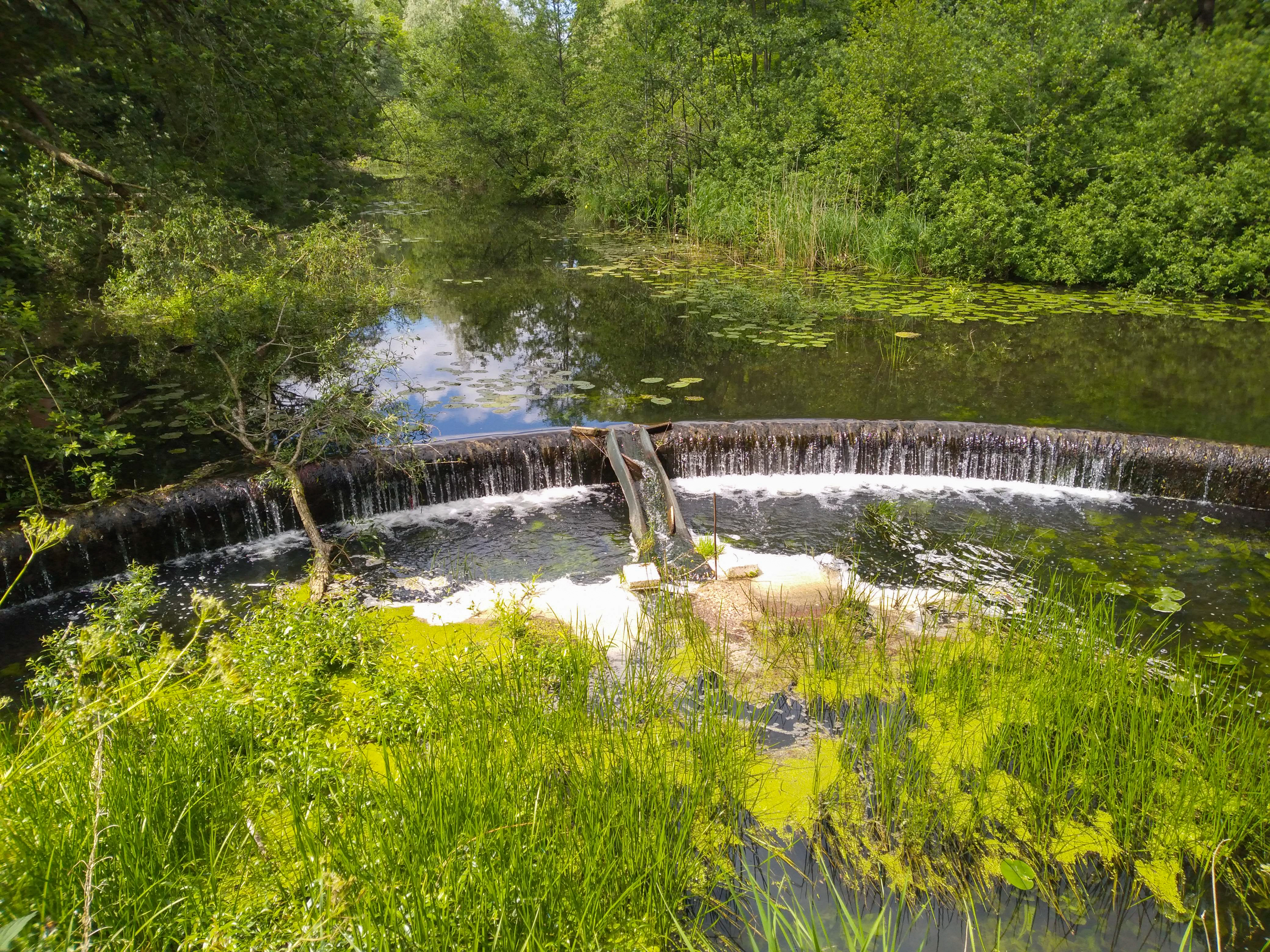
Bogenwehr an der ehemaligen Wassermühle in Schirnau
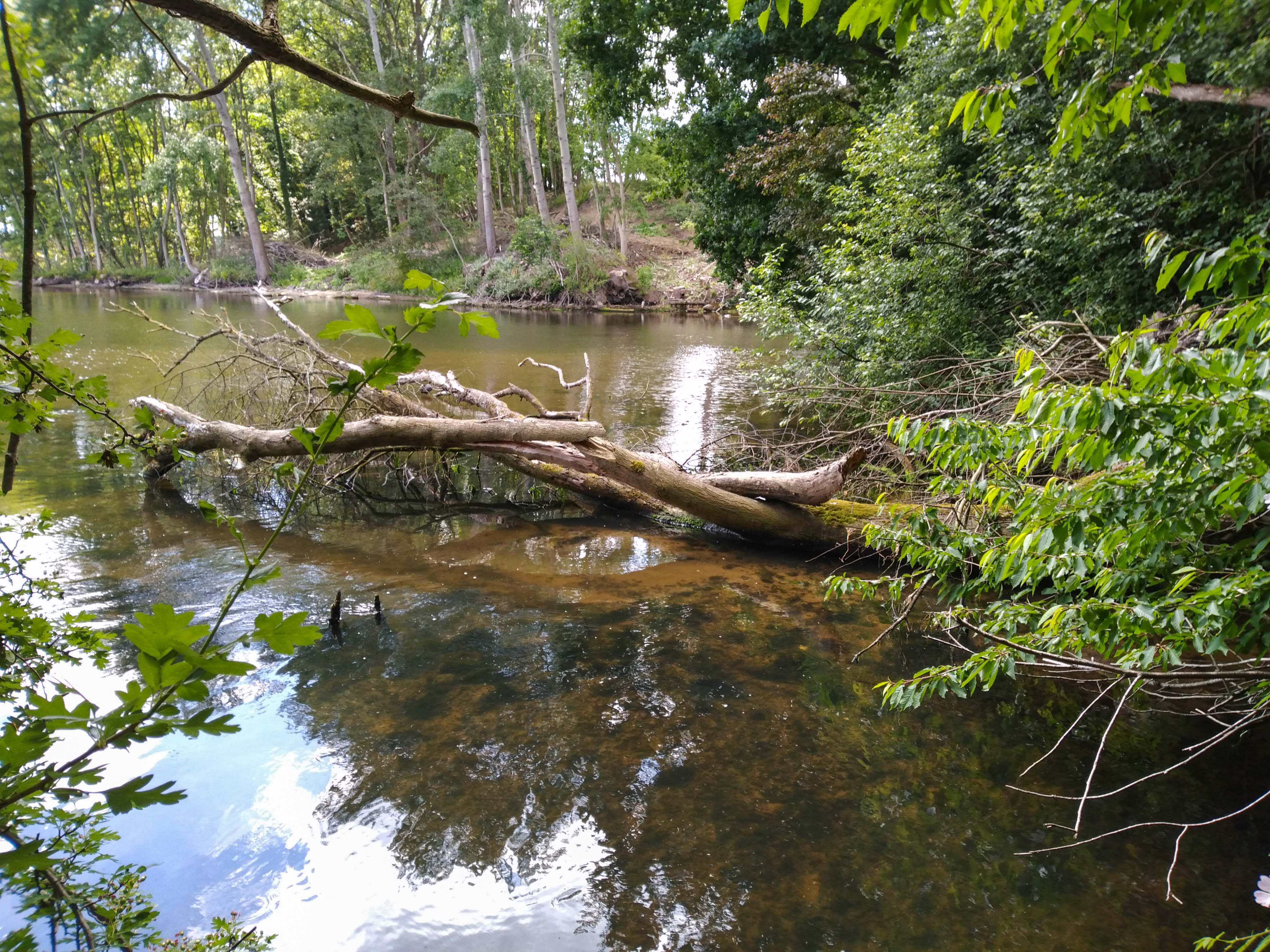
Mündung der Schirnauer Au in den Nord-Ostsee-Kanal

## FFH-Analyse und Bewertung
Das Kapitel FFH-Analyse und Bewertung im Managementplan beschäftigt sich unter anderem mit den aktuellen Gegebenheiten des FFH-Gebietes und den Hindernissen bei der Erhaltung und Weiterentwicklung der FFH-Lebensraumtypen. Die Ergebnisse fließen in den FFH-Maßnahmenkatalog ein. Die Gesamtbeurteilung der FFH-Lebensraumtypen im Gebiet ist bezogen auf den Flächenanteil aller FFH-Lebensraumtypen fast vollständig mit gut (B) bewertet worden, siehe Diagramm 4. Betrachtet man dagegen den für die Lebensraumerhaltung wichtigen Parameter Erhaltungszustand, zeigt sich ein anderes Bild, siehe Diagramm 5. Dies betrifft im Wesentlichen den Lebensraum des Wittensees.
In der Beurteilung des Erhaltungszustandes ist dem See nur ein ungünstiger (C) Erhaltungszustand zugebilligt worden. Der See hat sich im Wesentlichen durch Einleitung von Nährstoffen durch die Landwirtschaft seit mehreren Jahrzehnten von einem ursprünglich oligotrophen bis zum Jahre 2010 zu einem mesotrophen Gewässer entwickelt. Im See befinden sich zwei Messstellen zur Bestimmung der Wasserqualität und des ökologischen Zustandes. Die Messstelle 129019 liegt an der tiefsten Stelle im See (Lage). Von ihr werden seit 1991 Proben genommen und veröffentlicht.
| Datum der Probennahme | pH-Wert in 1 m Tiefe | pH-Wert in 10 m Tiefe | Differenz |
| --------------------- | -------------------- | --------------------- | --------- |
| 11.04.1991            | 8,93                 | 8,36                  | 0,57      |
| 20.04.1998            | 8,56                 | 7,8                   | 0,76      |
| 21.04.2004            | 9,25                 | 9,08                  | 0,17      |
| 20.04.2010            | 9,09                 | 9,06                  | 0,03      |
| 21.04.2016            | 9                    | 9,04                  | 0,04      |

Die Tabelle 1 zeigt, dass sich der Indikator pH-Wert weiterhin im basischen Bereich befindet und sich mit der Wassertiefe nicht signifikant verändert. Neben den FFH-Erhaltungszielen sind für dieses FFH-Gebiet auch die Einhaltung der EU-Wasserrahmenrichtlinie (WRRL) von Bedeutung. Schleswig-Holstein erstellt für alle Gewässerkategorien Wasserkörpersteckbriefe. Der Wasserkörpersteckbrief für den dritten Bewirtschaftungszeitraum (BWZ) für den Wittensee gibt als Ziel die Erreichung eines guten ökologischen und chemischen Zustands vor. Mit Stand 31. August 2021 mit Daten von 2018 wird der ökologische Zustand mit „mäßig“ (3) und der chemische Zustand mit „nicht gut“ (3) eingestuft. Wird der zu hohe Quecksilbergehalt, der in Deutschland fast nirgendwo den zulässigen Wert unterschreitet, nicht berücksichtigt, verbessert sich der chemische Zustand auf „gut“ (2). Das Ziel eines guten ökologischen Zustands soll bis 2039 und der eines guten chemischen Zustandes bis nach 2045 erreicht werden.
| Wasserkörper                        | Ökologischer Zustand | Chemischer Zustand | Chemischer Zustand ohne Hg-Bewertung |
| ----------------------------------- | -------------------- | ------------------ | ------------------------------------ |
| oei_32 Habyer Au OL                 | 3                    | 3                  | 2                                    |
| oei_33 Habyer Au UL                 | 3                    | 3                  | 2                                    |
| oei_34 Friedenstaler Au (Mühlenbek) | 5                    | 3                  | 2                                    |
| Wittensee                           | 3                    | 3                  | 2                                    |
| oei_31 Schirnauer Au                | 3                    | 3                  | 2                                    |

In Tabelle 2 wird ersichtlich, dass insbesondere der Zufluss durch die Mühlenbek einen negativen Einfluss auf den ökologischen Zustand des Wittensees hat. Der Name Friedenstaler Au als Wasserkörper ist irreführend, da dieser laut amtlichem wasserwirtschaftlichem Gewässerverzeichnis Mühlenbek genannt wird. Die Friedenstaler Au ist ein rechter Nebenzufluss der Mühlenbek, der 350 Meter östlich des Groß Wittenseeer Ortsteils Överdiek in die Mühlenbek mündet. Im Wasserkörpersteckbrief „oei_34 Friedenstaler Au“ ist die Friedenstaler Au nicht ein Teil des Wasserkörpers.

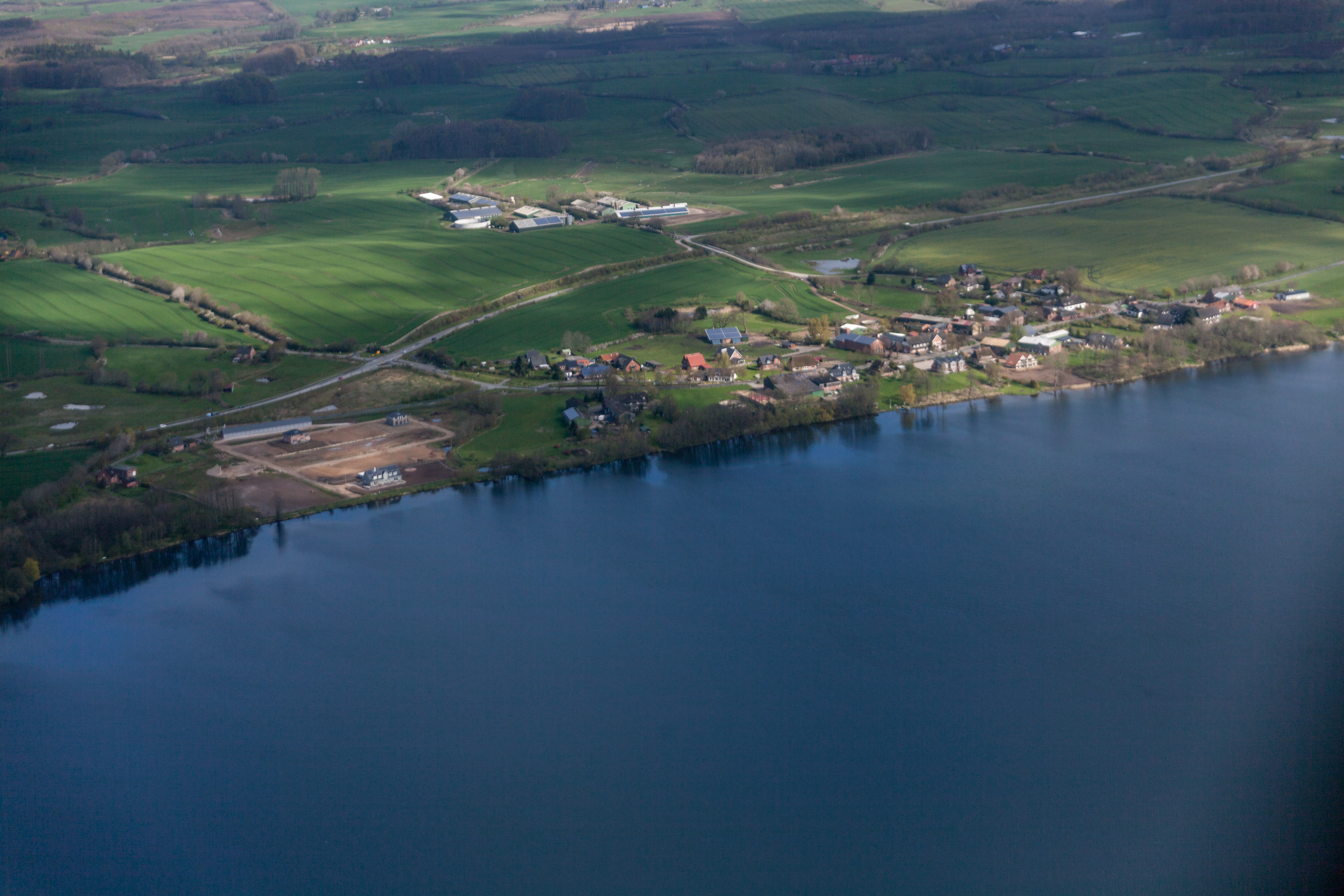
Erschließung Neubaugebiet Am See in Klein Wittensee

In den letzten beiden Jahrzehnten wurden um den See herum einige Neubaugebiete erschlossen, sodass die Einleitung von Oberflächenwasser von versiegelten Flächen zugenommen hat.
Unmittelbar südlich der FFH-Gebietsgrenze an der Schirnauer Au wird diese durch ein Bogenwehr aufgestaut. Zur Sicherstellung der Forderung der europäischen Wasserrahmenrichtlinie zur Durchgängigkeit für Fische zwischen Nord-Ostsee-Kanal und Wittensee ist parallel östlich des Wehrs eine Umgehung mit Fischtreppe angelegt worden, deren Wirksamkeit aber mittlerweile bezweifelt wird. Zur Sicherstellung der Durchgängigkeit müsste das Wehr beseitigt werden. Dies hätte für den LRT 3260 Fließgewässer mit flutender Wasservegetation einen positiven Effekt. Das Wehr staut die Schirnauer Au auf einer Länge von 300 Meter auf und stellt damit die Versorgung des an ihren Ufern angesiedelten prioritären LRT 91E0* Erlen-Eschen- und Weichholzauenwälder sicher. Durch einen Rückbau des Wehres würde dort der Wasserspiegel sinken und damit der Bestand des Auenwaldes gefährdet. Dieser Zielkonflikt zwischen den Forderungen der europäischen Fauna-Flora-Habitat-Richtlinie und der europäischen Wasserrahmenrichtlinie (WRRL) findet sich immer wieder.

## FFH-Maßnahmenkatalog
Der FFH-Maßnahmenkatalog im Managementplan für dieses FFH-Gebiet führt neben den bereits durchgeführten Maßnahmen geplante Maßnahmen zur Erhaltung und Entwicklung der FFH-Lebensraumtypen im FFH-Gebiet an. Alle vorgeschlagenen Maßnahmen sind in einer Karte für den Wittensee und einer für das Habyer Moor und das Schirnautal eingetragen. Zusätzlich sind alle Maßnahmen in tabellarischer Form zur Projektverfolgung in zwölf Maßnahmenblättern aufgenommen worden.

### Wittensee

#### Erhaltungs- oder Wiederherstellungsmaßnahmen zur Erfüllung des Verschlechterungsverbotes
(Quelle: )
- An den naturnahen ungenutzten Uferbereichen des Wittensees ist die Erhaltung der Uferzonen als naturnahe Lebensräume als notwendige Erhaltungs- oder Wiederherstellungsmaßnahme vorgeschlagen worden. Dies betrifft drei Viertel der Uferlänge. Konkrete Maßnahmen hierfür sind im Managementplan nicht enthalten.

- Extensive Beweidung der Flächen der Stiftung Naturschutz Schleswig-Holstein am Westufer des Wittensees. Das bedeutet Verzicht auf Kunstdünger und geringerer Tierbestand pro Flächeneinheit.

#### Weitergehende Entwicklungsmaßnahmen (freiwillige Maßnahmen)
Dies sind freiwillige Maßnahmen der Grundstückseigentümer, die vom Land gefördert werden können und zu einer Verbesserung des Erhaltungszustandes führen sollen.
- Anlegen von Gewässerrandstreifen mit Gehölzbepflanzung an den vier Zuflüssen Habyer Au, Brobach, Meynbek und Mühlenbek auch außerhalb des FFH-Gebietes. Sie tragen zur Verringerung des Eintrags von Nährstoffen aus dem Umfeld bei und beschatten das Fließgewässer, was wiederum die Ausbildung von flutender Vegetation im Gewässer fördert.
- Umwandlung von intensiv genutztem Grünland in Ufernähe von stehenden und fließenden Gewässern zu extensiv genutztem Grünland.
- Grundstücke von Ferienhäusern, die zahlreich am Seeufer liegen, sollten naturnah ohne Kunstdünger gepflegt werden.

### Schirnauer Au

#### Erhaltungs- oder Wiederherstellungsmaßnahmen zur Erfüllung des Verschlechterungsverbotes
- Erhaltung der Uferzonen als naturnaher Lebensraum am Mittel- und Unterlauf der Schirnauer Au. Dies gilt insbesondere für den Auwald am Unterlauf.

#### Weitergehende Entwicklungsmaßnahmen (freiwillige Maßnahmen)
- Anlegen von Gewässerrandstreifen mit Gehölzbepflanzung  am Mittellauf der Schirnauer Au südlich der Wohnbebauung von Bünsdorf.
- Extensivierung des Grünlandes im FFH-Gebiet zwischen Bünsdorf und dem Nord-Ostsee-Kanal.

### Habyer Moor

#### Erhaltungs- oder Wiederherstellungsmaßnahmen zur Erfüllung des Verschlechterungsverbotes
- Erhöhung des Wasserstandes durch Grabenverschlüsse und Rückbau von Grabenvertiefungen.
- Einschränkung der Nutzung der Moorwiesen.
- Jährliche Prüfung des Erhaltungszustandes der Lebensraumtypen.

#### Weitergehende Entwicklungsmaßnahmen (freiwillige Maßnahmen)
- Einrichtung von beidseitigen Gewässerrandstreifen an der Habyer Au auch außerhalb des FFH-Gebietes.
- Umstellung der Nutzung der das Moor umgebenden Grünflächen von intensiv auf extensiv ohne Dünger.

## FFH-Erfolgskontrolle und Monitoring der Maßnahmen
Eine FFH-Erfolgskontrolle und Monitoring der Maßnahmen findet in Schleswig-Holstein alle 6 Jahre statt. Die Ergebnisse des letzten Monitorings sind noch nicht veröffentlicht worden (Stand Juni 2022).